# Sagrada Família (Rio Grande do Sul)
Sagrada Família é um município brasileiro do estado do Rio Grande do Sul.